# Варцихе
Варцихе (груз. ვარციხე) — деревня, относящаяся к Багдатскому муниципалитету (Имеретия, Грузия). Она расположена в западной части страны, в Имеретинской низменности, в месте слияния рек Риони и Ханицкали, примерно в 17 км к северо-западу от города Багдати. Его население по данным переписи 2014 года составляло 1559 человек.
Варцихе, ранее Вардцихе, был известен как Родополис у византийских авторов эпохи Поздней античности. Родополис был одним из ключевых городов в Эгриси, за который боролись Восточная Римская и Сасанидская империи в VI веке. С конца XV века до начала XIX века Вардцихе служил в качестве одного из замков имеретинских царей.

## История

### Родополис
В Варцихе находилось укреплённое поселение, датируемое IV веком, о чём свидетельствуют археологические данные. Грузинское название деревни, буквально означающее «крепость розы», повторяет греческое название Родополис, также переводимое как «город розы», упоминаемое византийскими авторами VI века, такими как Прокопий Кесарийский и Агафий Миринейский.
Родополис находился в плодородной и экономически выгодной части Эгриси, на пути в соседнее восточное царство Иберии, но расположение города на открытой равнине делало его уязвимым в военном отношении. Поэтому лазы, опасаясь вторжения сасанидских войск, разрушили крепость Родополис как неспособную к обороне в 530-х годах. Во время Лазской войны (541—562 года) персидский военачальник Михр-Михро занял город и оставил в нём гарнизон. В 557 году отряд из 2000 всадников, созданный византийским военачальником Юстином, под командованием гунна по имени Эльминзур, вошёл в Родополис без сопротивления, поскольку как персидский гарнизон, так и местные жители находились за пределами городских стен. Персидские отряды были найдены и уничтожены в окрестностях; местное население было пощажено, но им пришлось предоставить заложников, чтобы доказать свою лояльность.
Во время византийского владычества Родополис служил центром епархии митрополии Фасиса. Он исчез из константинопольского «Notitiae Episcopatuum» в начале VIII века, примерно в то же время, что и митрополия Фасиса, из-за арабского вторжения в эту область. Греческая печать с именем Иоанна, епископа Родополиса, предположительно свидетельствует о недолгом возрождении епископства в Родополисе в XI веке. Родополис сохранил статус титульного престола как в Константинопольской православной церкви, так и в Католической церкви. Территория современного Варцихе относится к канонической территории епархии Вани и Багдати Грузинской православной церкви.

### Современная история
Письменные свидетельства о Варцихе скудны вплоть до XVII века, когда он вновь становится известным уже как замок, принадлежавший царям Имеретии, использовавшими его в качестве летней резиденции и увлекавшимися охотой в соседнем лесу Аджамети. Он был реконструирован при царе Александре V Имеретинском, правившего в 1720—1752 годах. Замок сильно пострадал во время совместных русско-имеретинских боевых действий под руководством графа Тотлебена против Османской империи в 1771 году. Из-за растущего конфликта между Россией и Имеретией в 1809 году, царь Соломон II покинул свою столицу Кутаиси, где располагался русский гарнизон, и укрепился в Варцихе. В последовавшей войне замок был захвачен русскими войсками 6 марта 1810 года. Имеретия была в конечном итоге аннексирована Россией в том же году, а замок Варцихе, пострадавший в боях, перестал использоваться. В начале 1900-х годов семья Анановых, кутаисских предпринимателей, владевших поместьем в Варцихе, построила в селе винодельню и начала разливать по бутылкам местный коньяк, который производится до сих пор. В особняке Ананова, построенном в 1860 году, в советское время размещался детский сад, а затем — гостиница.

## Наследие
Разрушенный замок Варцихе внесён в список недвижимых памятников культуры национального значения Грузии. Археологические исследования памятника проводились под руководством В. Джапаридзе в 1970-х годах. Надземные укрепления относятся к периоду Имеретинского царства, а стены, датируемые IV и VI веками, погребены под землёй. Археологические материалы, обнаруженные в Варцихе, включают в себя керамику, стеклянные и железные изделия. На прилегающей территории, особенно на холме Гиоргобиани примерно в 200 метрах к югу, сохранились остатки поселений поздней античности.
Лесистые окрестности Варцихе являются частью заказника Аджамети, первоначально созданного в 1946 году для сохранения редких и реликтовых имеретинских дубов и дзельков.

## Население
По данным национальной переписи 2014 года население Варцихе составляло 1 559 человек. Подавляющее большинство из них (99 %) составляют этнические грузины.
| Население | Перепись 2002 года | Перепись 2014 года |
| --------- | ------------------ | ------------------ |
| Всего     | 1942               | 1559               |